# Фундаментальная группа (дифференциальная геометрия)
Фундамента́льная гру́ппа в дифференциальной геометрии — параметрическая группа Ли, каждому элементу которой поставлено в соответствие преобразование каждой точки некоторой области некоторого топологического пространства, причём:
- нулевому элементу группы соответствует тождественное преобразование (отображение) пространства в себя;
- последовательное выполнение преобразований при помощи двух элементов группы равносильно преобразованию, осуществляемому при помощи произведения этих элементов;
- в данном пространстве введена надлежащим образом система координат.

Также говорят, что группа Ли локально представлена в топологическом пространстве как группа преобразований некоторой области этого пространства. Такое топологическое пространство называется пространством представления группы, или пространством с фундаментальной группой.